# Општина Србица
Општина Србица је општина у Косовскомитровачком округу у Србији, која се налази на северном делу АП Косово и Метохија. У општини према проценама УНМИКа живи 72.600 становника.
Највеће насељено место у општини је град Србица, а остала су:
| - Бакс - Бања - Броћна - Витак - Воћњак - Горња Клина - Горње Преказе - Горњи Обилић | - Доња Клина - Доње Обриње - Доње Преказе - Доњи Обилић - Дошевац - Избица - Кладерница - Кожица | - Кострц - Которе - Красалић - Красмировац - Крушевац - Кућица - Лауша - Леочина - Ликовац | - Љубовац - Макрмаљ - Марина - Микушница - Мурга - Ново Село - Овчарево - Падалиште - Плужина | - Пољанце - Преловац - Радишево - Ракитница - Резала - Рудник - Србица - Средња Клина - Суво Грло | - Тица - Трнавце - Турићевац - Тушиље - Ћирез - Читак - Чубрељ |